# 并运算
在数学中，集合上的并（英語：join）可以用两种方式定义：关于这个集合上的偏序的唯一上确界（最小上界），假定这种上确界存在的话；或者是满足幂等律的交换结合二元运算。在任何一个情况下，这个集合与并运算一起是并半格。两个定义生成等价的结果，除了偏序方式有可能直接的定义更一般的元素的集合的并之外。最常见到并运算的领域是格。
{\displaystyle x} 和 {\displaystyle y} 的并通常被指示为 {\displaystyle x\lor y}。

## 偏序定义
设 A 是带有偏序 {\displaystyle \leq } 的一个集合，并设 {\displaystyle x} 和 {\displaystyle y} 是 A 中的两个元素。A 中的一个元素 {\displaystyle z} 是 {\displaystyle x} 和 {\displaystyle y} 的并（或最小上界或上确界），如果满足下列两个条件:
1. {\displaystyle x\leq z} 且 {\displaystyle y\leq z} （就是说，{\displaystyle z} 是 {\displaystyle x} 和 {\displaystyle y} 的一个上界）
2.  对于 A 中任何 {\displaystyle w}，使得 {\displaystyle x\leq w} 且 {\displaystyle y\leq w}，有着 {\displaystyle z\leq w} （就是说，{\displaystyle z} 小于任何其他 {\displaystyle x} 和 {\displaystyle y} 的上界）。
如果 {\displaystyle x} 和 {\displaystyle y} 有并，则实际上它是唯一的，因为如果 {\displaystyle z} 和 {\displaystyle z'} 都是 {\displaystyle x} 和 {\displaystyle y} 的最小上界，则 {\displaystyle z\leq z'\leq z}，因此确实 {\displaystyle z=z'\,}。如果并存在，它被指示为 {\displaystyle x\lor y}。A 中的某些对元素可能缺乏并，要么因为它们根本就没有上界，要么因为它们的上界没有一个小于所有其他的。如果所有的元素对都有并，则这个并实际上是在 A 上的二元运算，并且容易看出这个运算满足下列三个条件: 对于 A 中任何元素 {\displaystyle x}, {\displaystyle y} 和 {\displaystyle z} 有
a. {\displaystyle x\land y=y\land x} (交换律)，
b. {\displaystyle x\land (y\land z)=(x\land y)\land z} (结合律)，
c. {\displaystyle x\land x=x} (幂等律)。

## 泛代数定义
通过定义，在集合 A 上的二元运算 {\displaystyle \lor } 是并，如果它满足上述三个条件 a, b 和 c。有序对 (A,{\displaystyle \lor }) 就是并半格。此外，我们可以定义在 A 上的二元关系 {\displaystyle \leq }，通过声称 {\displaystyle x\leq y} 当且仅当 {\displaystyle x\lor y=y}。事实上，这个关系是在 A 上的偏序。实际上，对于 A 中任何元素 {\displaystyle x}, {\displaystyle y} 和 {\displaystyle z} 有
{\displaystyle x\leq x}，因为 {\displaystyle x\lor x=x}，通过公理 c；
如果 {\displaystyle x\leq y} 且 {\displaystyle y\leq x}，则 {\displaystyle y=x\lor y=y\lor x=x}，通过公理 a；
如果 {\displaystyle x\leq y} 且 {\displaystyle y\leq z}，则 {\displaystyle x\leq z}，因为 {\displaystyle x\lor z=x\lor (y\lor z)=(x\lor y)\lor z=y\lor z=z}，通过公理 b。

## 两个定义的等价性
如果 (A,{\displaystyle \leq }) 是偏序集合，使得 A 中每对元素都有并，则确实 {\displaystyle x\lor y=y} 当且仅当 {\displaystyle x\leq y}，因为在后者情况下 {\displaystyle y} 的确是 {\displaystyle x} 和 {\displaystyle y} 的上界，并且因为明显的 {\displaystyle y} 是最小上界当且仅当它是上界。因此，以泛代数方式的并定义的偏序一致于最初的偏序。
反过来说，如果 (A,{\displaystyle \lor }) 是并半格，并用泛代数的方式定义偏序 {\displaystyle \leq }，对于 A 中某些元素 {\displaystyle x} 和 {\displaystyle y} 有 {\displaystyle z=x\lor y}，则 {\displaystyle z} 是 {\displaystyle x} 和 {\displaystyle y} 关于 {\displaystyle \leq } 的最小上界，因为 {\displaystyle x\lor z=(x\lor x)\lor y=z\;\Rightarrow \;x\leq z}，类似的 {\displaystyle y\leq z}，并且如果 {\displaystyle w} 是 {\displaystyle x} 和 {\displaystyle y} 的另一个上界，则 {\displaystyle x\lor w=y\lor w=w}，因而 {\displaystyle z\lor w=(x\lor y)\lor w=x\lor (y\lor w)=x\lor w=w}。所以最初的并定义的偏序定义的并一致于最初的并。
换句话说，这两种方式生成本质上等价的概念，集合配备了二元关系和二元运算二者，使得每个结构都有另一个确定，而且分别满足关于偏序或并的那些条件。

## 一般子集的并
如果 (A,{\displaystyle \lor }) 是并半格，则并可以被扩展为任何非空有限集合的良好定义的并，通过在迭代二元运算中描述的技术。可作为替代的，并定义或定义自偏序，A 的某个子集的确有关于它的上确界。对于非空有限子集，这两种方式生成同样的结果，因此任何一个都可以作为并的定义。在 A 的每个子集都有并的情况下，实际上 (A,{\displaystyle \leq }) 是完全格；详情请参见完全性 (序理论)。